# Rovensko (Šumperk)
Rovensko é uma comuna checa localizada na região de Olomouc, distrito de Šumperk.